# Wola Zgłobieńska (gromada)
Wola Zgłobieńska (od 1 I 1969 Zgłobień) – dawna gromada, czyli najmniejsza jednostka podziału terytorialnego Polskiej Rzeczypospolitej Ludowej w latach 1954–1972.
Gromady, z gromadzkimi radami narodowymi (GRN) jako organami władzy najniższego stopnia na wsi, funkcjonowały od reformy reorganizującej administrację wiejską przeprowadzonej jesienią 1954 do momentu ich zniesienia z dniem 1 stycznia 1973, tym samym wypierając organizację gminną w latach 1954–1972.
Gromadę Wola Zgłobieńska z siedzibą GRN w Woli Zgłobieńskiej utworzono – jako jedną z 8759 gromad na obszarze Polski – w powiecie rzeszowskim w woj. rzeszowskim na mocy uchwały nr 32/54 WRN w Rzeszowie z dnia 5 października 1954. W skład jednostki weszły obszary dotychczasowych gromad Wola Zgłobieńska i Zgłobień ze zniesionej gminy Racławówka w tymże powiecie. Dla gromady ustalono 27 członków gromadzkiej rady narodowej.
31 grudnia 1961 gromadę Wola Zgłobieńska zniesiono przez przeniesienie siedziby GRN z Woli Zgłobieńskiej do Zgłobnia i zmianę nazwy jednostki na gromada Zgłobień.